# Marie-Anne Rousselet

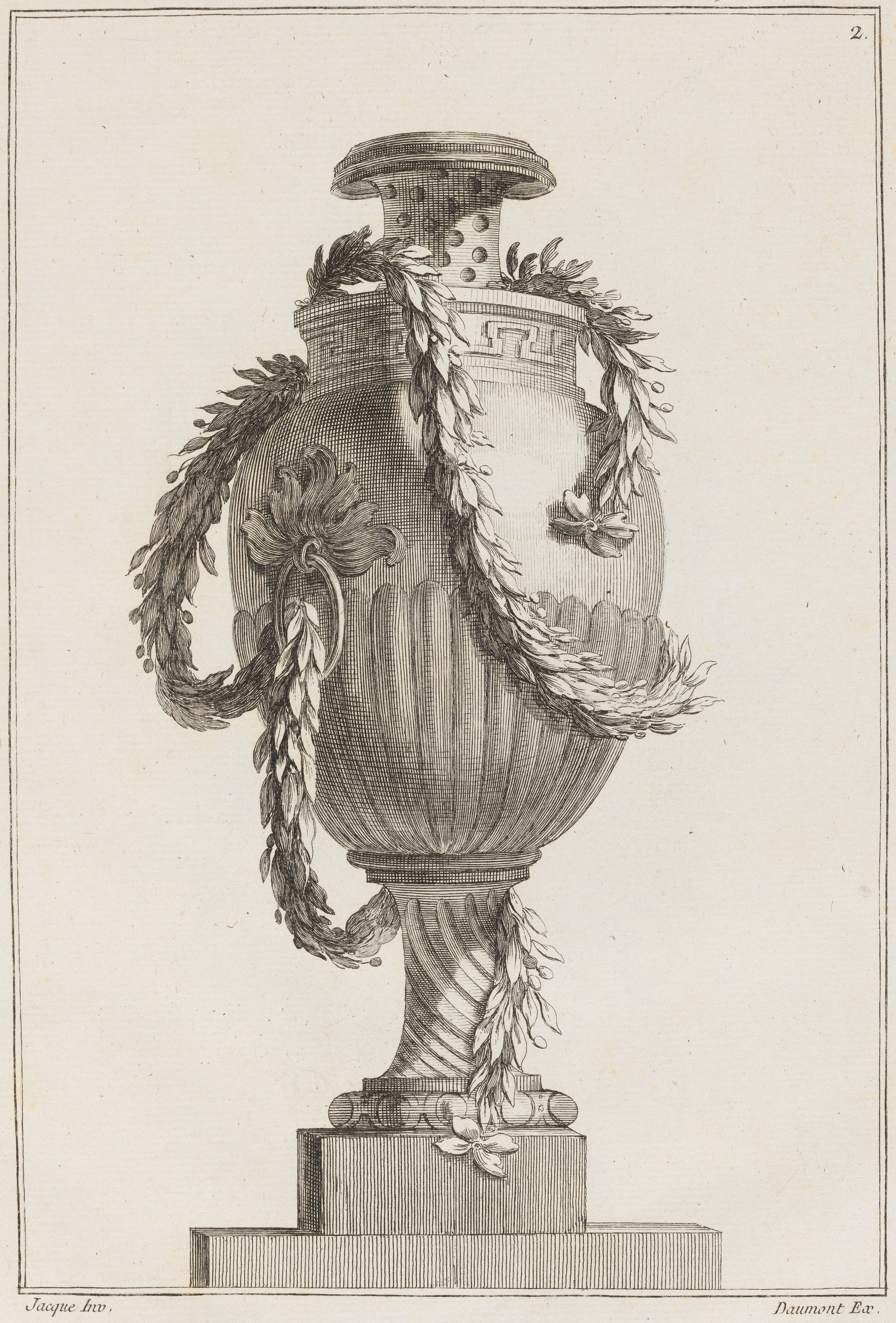
Vase. Nachstich nach Pierre Françoir Tardieu

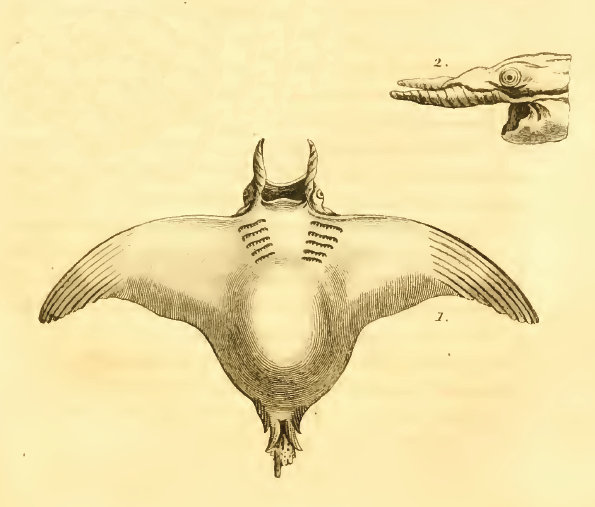
Stich eines Mobula mobular

Marie-Anne Rousselet (* 6. Dezember 1732 in Paris; † 1826 ebenda), auch bekannt mit dem Beinamen Veuve Tardieu (franz.: Witwe Tardieu), war eine französische Kupferstecherin.
Sie war die Tochter des Medailleurs Alexis Étienne Rousselet und ergriff, wie auch ihre Schwester Madeleine, zuerst den Beruf ihres Vaters. Dann befasste sie sich im Kupferstich zuerst mit der Umsetzung von Historien- und Genremalerei. 1757 heiratete sie Pierre François Tardieu.
Den größten Bekanntheitsgrad erreichte sie erst nach dem Tod ihres Mannes. So stach sie viele Blätter für Georges-Louis Leclerc de Buffons und Bernard Germain Lacépèdes Naturlexika, vielbändige Werke, bei deren Impressum sie, unter Anderen, als Graveurin beziehungsweise Autorin angegeben ist, hier meist als M. R. V. Tardieu.

## Veröffentlichungen, bei denen sie als Autorin genannt ist (Auszug)
- Lacépède: Illustrations de Histoire naturelle des poissons[1]
- Leclerc de Buffon: Illustrations de Histoire naturelle des oiseaux[2]
- Leclerc de Buffon: Illustrations de Histoire naturelle des quadrupèdes ovipares et des serpents[3]
- Lamarck: Histoire naturelle des végétaux classés par familles, Avec la citation de la classe et de l'ordre de Linné etc.
- Latreille: Histoire naturelle, générale et particulière des crustacés et des insectes